# Carife

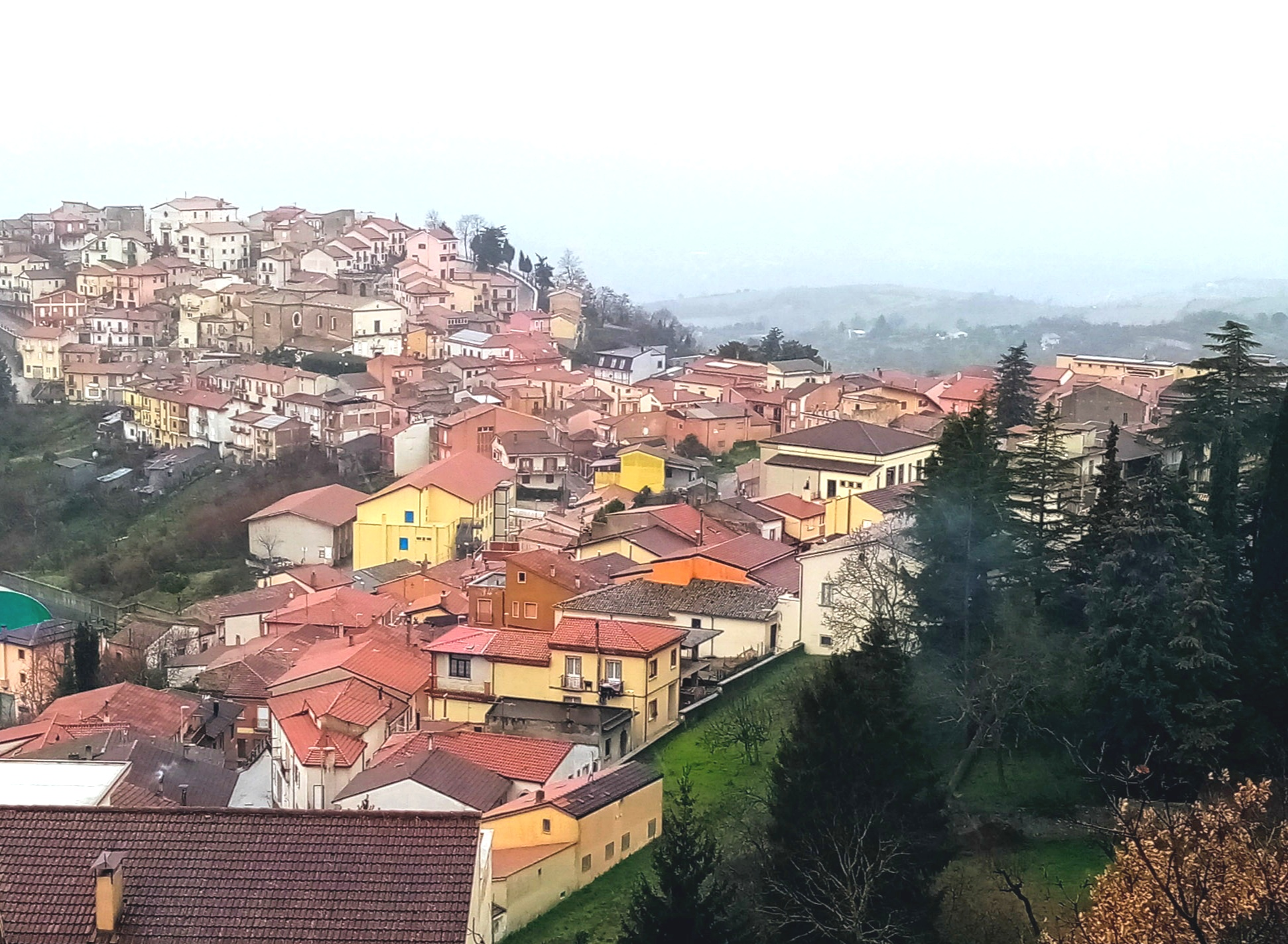
Carife

Carife là một đô thị ở tỉnh Avellino, Campania, Italia. Năm 2001, đô thị này có dân số 1.697 người, trong đó có 816 nam giới và 881 nữ giới. 
Carife có nằm ở độ cao m, có diện tích km2. Carife có các đơn vị trực thuộc: Ariacchino, Ciaruolo, Piano Lagnetta, San Martino, Santo Leo, Serra Di Fusco
Carife giáp các đô thị: Castel Baronia, Frigento, Guardia Lombardi, San Nicola Baronia, Sturno, Trevico, Vallata